# Kuuttokari (ö i Finland, Satakunta)
Kuuttokari (Skutskär) är en ö i Finland. Den ligger i Bottenhavet och i kommunen Björneborg i den ekonomiska regionen  Björneborgs ekonomiska region i landskapet Satakunta, i den sydvästra delen av landet. Ön ligger omkring 21 kilometer nordväst om Björneborg och omkring 250 kilometer nordväst om Helsingfors.
Öns area är 12,9 hektar och dess största längd är 0,8 kilometer i nord-sydlig riktning.